# Konokowo
Konokowo (ros. Коноково) – wieś (ros. село, trb. sieło) w Rosji, w Kraju Krasnodarskim, na lewym brzegu Kubania.
Według danych z 2002 miejscowość zamieszkują głównie Rosjanie (80,8%) i Ormianie (10,7%).